# Syfania
Syfania là một chi bướm đêm thuộc họ Noctuidae.

## Loài
- Syfania bieti Oberthür, 1886
- Syfania dejeani Oberthür, 1893
- Syfania dubernardi Oberthür, 1894
- Syfania giraudeaui Oberthür, 1893